# Osteocephalus taurinus
Osteocephalus taurinus là một loài ếch trong họ Nhái bén.
Nó được tìm thấy ở Bolivia, Brasil, Colombia, Ecuador, Guyane thuộc Pháp, Guyana, Peru, Suriname, và Venezuela.
Các môi trường sống tự nhiên của chúng là các khu rừng khô nhiệt đới hoặc cận nhiệt đới, rừng ẩm đất thấp nhiệt đới hoặc cận nhiệt đới, xavan ẩm, sông, đầm nước ngọt có nước theo mùa, và kênh đào và mương rãnh. Loài này đang bị đe dọa do mất môi trường sống.

## Hình ảnh

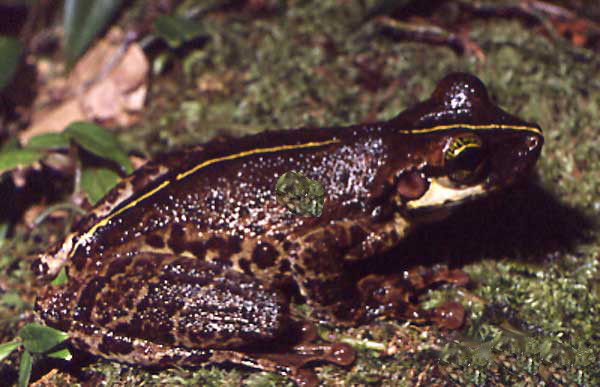
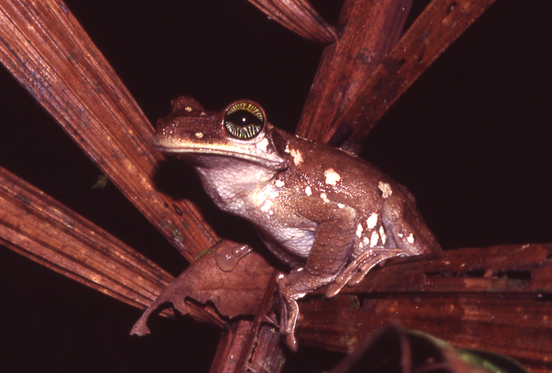
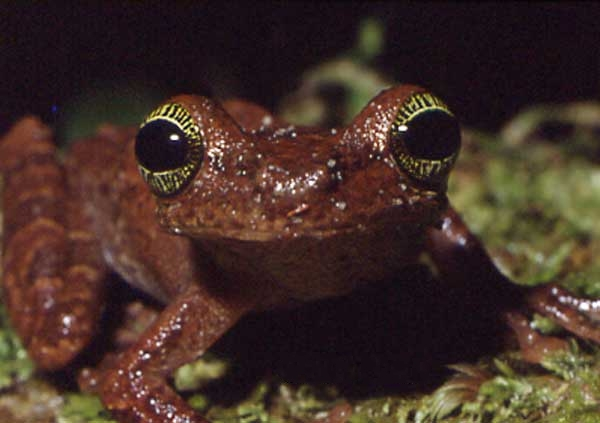
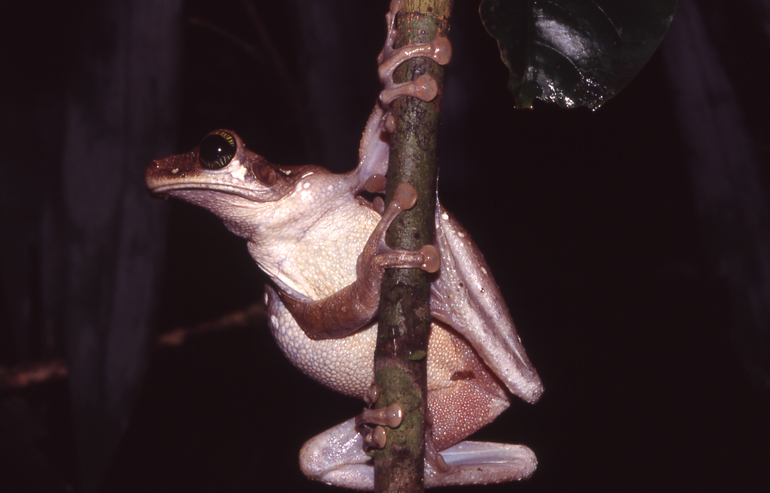